# О военных делах
«О вое́нных дела́х» (лат. De rebus bellicis) — анонимный древнеримский военный трактат, относящийся ко второй половине IV века. Автор в научной литературе часто условно именуется «анонимным реформатором», так как трактат содержит предложения военно-технического и внутриполитического характера по повышению обороноспособности империи.

## Предпосылки написания
III—IV века — это период стремительного ослабления Римской империи, пережившей сначала кризис III века, а затем миграции варваров на границах. Реформы Диоклетиана и Константина лишь ненадолго задержали этот процесс, но не смогли повернуть его вспять. Катастрофическое падение римской военной мощи остро ощущалось современниками, поэтому эпоха поздней империи стала временем появления целого ряда произведений, так или иначе затрагивающих проблемы военной организации (Вегеций, Фемистий, Синезий Киренский, Амвросий Медиоланский, Клавдиан). В их числе и трактат «О военных делах», предлагающий проведение серии реформ, способных, по мнению его автора, «поддержать силу военной мощи и всего государства» (Введение, 10).

## Датировка
Нижней датировкой трактата можно с уверенностью считать 337 год, поскольку в нём вспоминается правление императора Константина (II, 1). Автор явно не утратил веры в атакующий потенциал римского оружия и характеризует варваров как врагов, ещё только угрожающих границам империи, поэтому можно предположить, что работа написана до 378 года, то есть до катастрофы при Адрианополе. Обращение автора к императорам, имеющим сыновей (Введение, 5), может сузить хронологические рамки до 366—375 годов, поскольку только в этот период римляне имели двух императоров-соправителей (братьев Валентиниана I и Валента II) с сыновьями-наследниками. Эта точка зрения в настоящее время господствует в исторической науке. Альтернативная точка зрения, выдвинутая издателем трактата Э. Гелениусом, относит его написание ко времени правления Феодосия I (392—395).

## Авторство и жанр
У античных авторов нет ни единого упоминания этого трактата, а о его создателе ничего не известно. Это может объясняться тем обстоятельством, что будучи адресованным римскому императору в виде докладной записки, он был «положен под сукно» чиновниками, где и пролежал в полной безвестности вплоть до первого издания более чем 1000 лет спустя. Косвенным подтверждением такого определения жанра работы может служить краткость изложения и отсылка к прилагаемым иллюстрациям, то есть речь идёт не о детализированном научном труде, а скорее, о проспекте с яркими рисунками и минимумом текста, предназначенном для того, чтобы привлечь внимание императора. Таким образом, все сведения о трактате и его авторе выводятся из самого контекста работы и носят гипотетический характер.
Согласно одной версии то, что трактат написан на латинском языке, свидетельствует о происхождении анонима скорее из западных, чем восточных провинций. Его же несомненная заинтересованность в усилении границ восточной части империи может объясняться тем, что он жил в одной из наиболее восточных латинских провинций, возможно, в Иллирийской префектуре. По другой версии автором трактата был грек, выбравший латынь потому что он не мог рассчитывать на хорошее знание императором греческого языка. Исследователи отмечают «ужасающее косноязычие» анонима и его явную любовь к греческим названиям предлагаемых им образцов военной техники. Но автором вполне мог быть и варвар, косвенным доказательством чему служит фраза во Введении: «Ведь и варварским народам отнюдь не чужда изобретательность, поддерживаемая природными качествами…» (Введение, 4).
По социальному положению анонимный реформатор, скорее всего, принадлежал к средним слоям населения и был человеком зажиточным, обладая свободным временем для своих научных изысканий (Введение, 10), но в то же время неодобрительно относясь к чрезмерному богатству (II, 5). При этом аноним не был военным, поскольку в одном из пассажей в качестве доказательства своей правоты ссылается на мнение людей «знакомых с военной практикой», что наводит на мысль о том, что сам он является не более, чем штатским лицом, хорошо осведомлённым о проблемах вооружения императорской армии (XII, 1).
Высказывается предположение, что автором трактата мог быть не один человек, а минимум двое, один из которых был механиком-изобретателем, а другой облекал проекты в литературную форму, не всегда улавливая принцип работы механизмов. Этим в какой-то степени можно объяснить тяжёлый стиль описания изобретений и частый переход в изложении материала от единственного числа к множественному (Введение, 7 и далее).

## Содержание и взгляды автора
Главный посыл анонимного реформатора состоит в стремлении защитить интересы основной массы налогоплательщиков, в максимальной степени оградить их от бремени государственных расходов. Сокращение численности армии путём замены личного состава военными машинами, ограничение императорских раздач, строительство приграничных укреплений силами местных землевладельцев, борьба со злоупотреблениями наместников провинций и сборщиков налогов — такими аноним видит первоочередные меры правительства в пользу налогоплательщиков, в благосостоянии которых он видит залог процветания и успехов империи.
Трактат содержит описание 12 военных машин и приспособлений, большинство из которых в том или ином виде были известны и ранее, однако предлагаются анонимным реформатором к использованию в армии с учётом конструктивных усовершенствований.